# Cojitambo

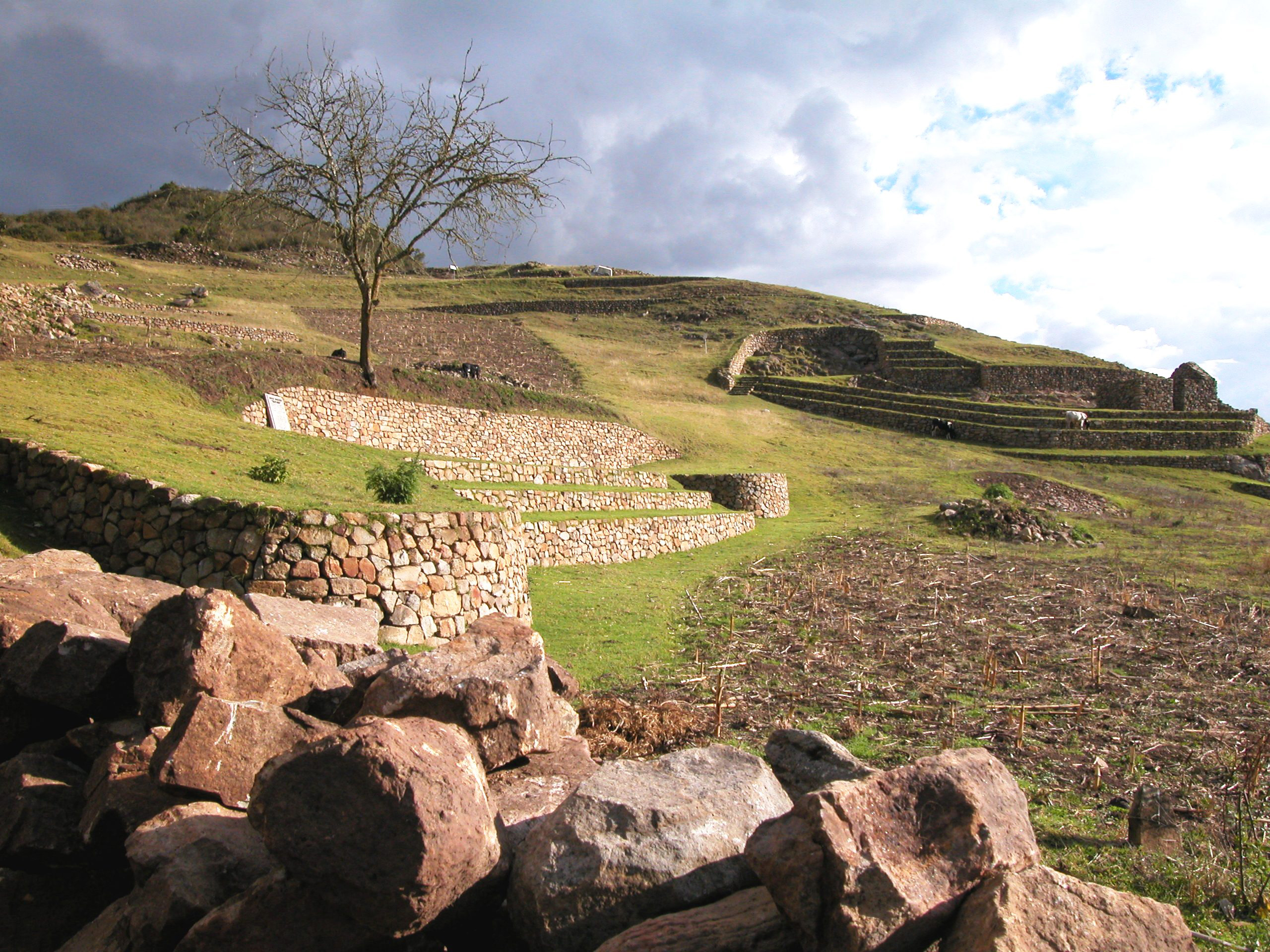
Archäologischer Fundplatz Cojitambo

Cojitambo ist eine Ortschaft und eine Parroquia rural („ländliches Kirchspiel“) im Kanton Azogues der ecuadorianischen Provinz Cañar. Die Parroquia besitzt eine Fläche von 16,44 km². Die Einwohnerzahl lag im Jahr 2010 bei 3689.

## Lage
Die Parroquia Cojitambo liegt in den Anden südzentral in Ecuador. Der Río Burgay, ein linker Nebenfluss des Río Cuenca, umfließt außerhalb des Verwaltungsgebietes die Parroquia im Norden und im Osten. Der etwa 2850 m hoch gelegene Hauptort befindet sich 4,5 km westsüdwestlich der Provinzhauptstadt Azogues. Cojitambo ist über drei 4,5 km lange Nebenstraßen an die Fernstraße E35 (Cuenca–Azogues–Cañar) angebunden.
Die Parroquia Cojitambo grenzt im Osten an das Municipio von Azogues, im Südosten und im Süden an die Parroquia Javier Loyola, im Westen an die Parroquia Déleg (Kanton Déleg) sowie im Norden an die Parroquias Biblián und Sageo (beide im Kanton Biblián).

## Orte und Siedlungen
In der Parroquia gibt es neben dem Hauptort noch 19 Comunidades: Angaloma, Chacaloma, Chapte, Cochahuico, Corralón, Guablincay, La Villa, Mururco, Pillcomarca, Pizhumasa Alto, Pizhumasa Bajo, San Jacinto, San José Alto, San José Bajo, San Miguel, San Nicolás, Shunshi, Toray und Uzno.

## Geschichte
Seit dem Jahr 2006 wird als offizielles Gründungsdatum der Parroquia Cojitambo der 17. April 1884 betrachtet. Zuvor wurde das Gründungsjubiläum am 11. Oktober gefeiert.

## Archäologischer Fundplatz
Westlich vom Hauptort Cojitambo erhebt sich der 3049 m hohe Cerro Cojitambo. Ein ausgedehnter Ruinenkomplex erstreckt sich über das Gipfelplateau sowie die Nord- und Westflanken des Hügels. Aufgrund der architektonischen Merkmale und des Fundes von Kulturgegenständen wird davon ausgegangen, dass der Hügel während der folgenden Kulturepochen besiedelt wurde: „Período de los Desarrollos Regionales“ (500 v. Chr.–500 n. Chr.), „Período de Integración“ (500 n. Chr.–1460) und „Período de Inca“ (1460–1532). Die Ruine besteht hauptsächlich aus Andesitfelsen und ist sowohl militärischer als auch religiöser Natur. Ein Inkapfad, der das alte Tomebamba (das heutige Cuenca) mit der Kañari-Herrschaft von Peleusí (in Azogues) verband, führte am Fuß des Hügels vorbei.